# Массовое убийство в Яновой Долине
Массовое убийство в Яновой Долине (пол. Zbrodnia w Janowej Dolinie) — первое массовое уничтожение польского гражданского населения в начальном периоде «Волынской резни», совершённое 22—23 апреля 1943 года в селе Яновая Долина генерального округа «Волынь-Подолье» Рейхскомиссариата Украина отрядами 1-й Группы УПА под командованием И. С. Литвинчука («Дубового»). В селе Яновая Долина (ныне Базальтовое Ровненского района Ровненской области) были уничтожены практически все жители-поляки.

## Предыстория резни
Посёлок был построен в конце 1920-х-начале 1930-х годов, в период польской колонизации земель в границах Польши, но с украинским большинством населения. Он был построен рядом с недавно созданным базальтовым карьером. Добыча базальта в карьере началась в 1929 году, когда было завершено 18-километровое железнодорожное сообщение между Яновой Долиной и Костополем (Костополь расположен на главном железнодорожном пути Вильно—Лунинец—Львов). Поскольку в карьере в конце 1930-х годов работало около 3000 рабочих (97 % из них были поляками), для них и их семей были построены жилища.
Таким образом, был построен город, построенный с нуля, прямо в лесах центральной Волыни, у реки Горынь. Карьер и город были детищем инженера Леонарда Шутковского (который сохранил свой пост до 1940 года) и его заместителей, инженера Я. Нивинского и инженера Урбановича. Большинство рабочих жили в недавно построенных домах; некоторые приезжали из соседних деревень.
Яновая Долина была очень современным поселением: все дома имели доступ к электричеству и водопроводу, а его планировка была основана на специально разработанном сетевом плане. Дома располагались в прекрасном сосновом лесу. Улицы не имели названий, они были обозначены буквами от А до Z, расположенной ближе всего к реке Горынь. Вдоль них стояли дома, каждый рассчитанный на 4 семьи. Как потом вспоминали жители Яновой долины, посёлок был полон цветов, растений и деревьев, и соседи соревновались друг с другом, стараясь иметь самый красивый цветник. Посёлок был отделен от соседнего карьера полосой густого леса.
В центральной части посёлка стояло огромное П-образное здание, называвшееся БЛОК. Внутри было несколько заведений — кинотеатр, гостиница, кафетерий, магазины. Рядом со зданием находилась спортивная площадка с футбольным стадионом. Карьер спонсировал собственный спортивный клуб — Стшелец Янова Долина, в котором было несколько отделений — футбол, бокс, борьба, плавание. Планировалось построить римско-католическую церковь, но она так и не была построена. Вместо этого верующие пользовались большим сараем. Кроме того, в Яновой Долине были польский полицейский участок, школа, детский сад и медицинский центр.
Поскольку и карьер, и поселение принадлежали польскому государству, частные предприятия туда не допускались. В Яновой Долине вся торговля контролировалась национальной компанией «Сплем», жители могли покупать все нужные товары, кроме алкоголя, который в посёлке не продавался.
В сентябре 1939 года советские войска, следуя пакту Молотова — Риббентропа, вошли в восточную часть Польши, которая не охранялась польской армией, так как в это же время поляки воевали с германцами и словаками на Западе. Восточная Польша (Кресы) была быстро оккупирована вместе с Яновой Долиной, которая, как и всё Волынское воеводство, вошла в состав Украинской Советской Социалистической Республики. Вместе с советской властью начались массовые депортации в Сибирь и другие районы страны; с сентября 1939 по июнь 1941 года Яновая Долина потеряла сотни жителей.
В июне 1941 года нацистская Германия и её союзники напали на Советский Союз. Яновая Долина была присоединена к рейхскомиссариату Украины. Приход германских войск ничего не изменил. Тех, кто остался, германцы подозревали в социализме, коммунизме и других леворадикальных и левых идеях и симпатиях к польской и советской властям. Поскольку Волынь была зоной деятельности ОУН-УПА, целью которой было очистить землю от поляков, трагическая судьба поселения была неизбежна. Здесь с августа 1942 года действовала подпольная ячейка Армии Крайовой под командованием лейтенанта Станислава Павловского-«Кухая», которая имела несколько ружей и несколько пистолетов.
В посёлке квартировал германский гарнизон численностью до роты, который занял бывший рабочий отель, так называемый блок, дополнительно защищённый деревянным частоколом и мешками с песком. С началом первых массовых убийств поляков УПА и остальных украинских националистов на Волыни, в Янову Долину начали прибывать сотни беженцев. Если до начала Волынской резни тут жили около двух с половиной тысяч человек, то к апрелю 1943 года их здесь было уже больше 3 тысяч. Германцы выдали нескольким полякам огнестрельное оружие. В Яновой Долине не был создан отряд самообороны из-за боязни репрессий со стороны германцев; кроме того, была надежда, что в случае нападения УПА поляков защитит германский гарнизон.

## Ход событий
В ночь с 22 на 23 апреля (Страстная пятница) подразделения УПА сосредоточились вокруг Яновой Долины. Железнодорожный путь между Яновой Долиной и Костополем завалили стволами деревьев. Был сожжён мост через реку Горынь, соединяющий Яновую Долину с селом Злазне и подвергнут обстрелу пассажирский поезд из Костополя.
Атакой командовал Иван Литвинчук-«Дубовой», а участие в ней взяла, в частности, «первая сотня» УПА, которую после гибели Григория Перегиняка возглавил «Ярема» (Никон Семенюк), и сотня «Шавулы» (Адам Рудык). Уповцы ударили около полуночи, когда жители уже спали или укладывались ко сну. Посёлок обстреляли из ручного оружия и пулеметов. По мере продвижения внутрь посёлка специальные штурмовые группы поджигали дома, бросая в них бутылки с легковоспламеняющейся жидкостью и горящими углями. В некоторые дома также бросали гранаты.
Часть жителей погибла в огне, тех, кто пытался выбраться — убивали. УПА также подожгла больницу после того, как из неё вывели пациентов украинской национальности. Персонал больницы из трёх человек был убит топорами, в то время как польские пациенты погибли в огне или, по другой версии, также были убиты перед зданием.
Германский гарнизон защищался в отеле, откуда открыл огонь через частокол, не позволяя никому приблизиться к своей позиции. Также группа вооружённых поляков сопротивлялась в каменных домах квартала «С» — были убиты двое уповцев и ещё один был тяжело ранен. Целую ночь он пролежал на улице раненым, и утром его добили.
К утру, уничтожив строения и забрав часть имущества убитых поляков, отряды националистов покинули место событий, поскольку над селом появился германский разведывательный самолёт.
В результате акции погибло от 500 до 800 человек, включая полицейских и мирных жителей. Многие были сожжены заживо. Сгорело около 100 домов. В отчёте УШПД главе КП(б)У Н. С. Хрущёву указана цифра в 600 погибших.
Потери УПА (по собственным подсчётам) составили 4 убитых и 3 раненых. Украинский историк Пётр Мирчук, пишущий о «операции» в Яновой Долине, оценивает польские потери в сотни убитых и раненых. УПА добыла со складов карьера тонну аммуниции, детонаторов и бикфордского шнура.
Уцелевшие жители Яновой Долины впоследствии были вывезены германцами в Костополь. На месте остались только обслуга электростанции и водопровода, а также железнодорожники. Около дюжины вооружённых поляков отправились за пределы посёлка в жажде мести, они убили по меньшей мере пять украинцев (включая девятилетнюю девочку). Также был убит русский, принятый за украинца.
Позже цель атаки была объяснена желанием украинских повстанцев получить взрывчатку. Некоторые украинские историки утверждают, что германцы и польские полицаи грабили и издевались над местным украинским населением, тем самым заставив УПА напасть. Однако, по словам польского историка Гжегожа Мотыки, в то время в Яновой Долине не было польской полиции, и её предполагаемое присутствие используется для оправдания нападения УПА на поляков.
Янова Долина снова стала объектом атаки УПА 15 мая. Вне досягаемости германской обороны находились электростанция, трансформаторная и насосная станции и многие другие здания, которые сожгли или взорвали повстанцы. Однако в тот день никто не погиб. Сразу после этого нападения всех остальных гражданских лиц вывезли, а в посёлок доставили польских полицейских из 202-го батальона, которые воевали против УПА в районе.

## Послевоенные события

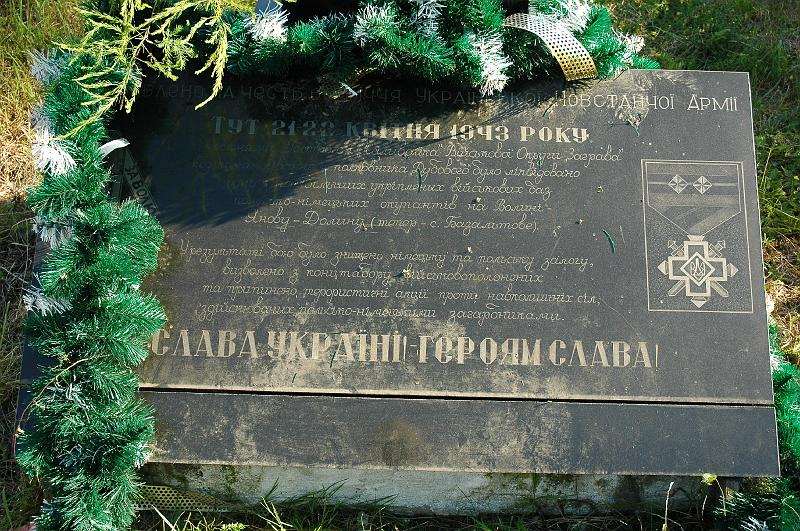
Памятник УПА в с. Базальтовое

В 1990-е годы на месте трагедии польскими общественными организациями был установлен памятник с известными именами части погибших.
Местными сторонниками «Руха» в 1998 году в селе Базальтовое (появившемся после войны недалеко от уничтоженного польского поселения) установлена табличка «В честь первой операции 1-й Группы УПА».
Весной 2003 года в Базальтовом была открыта памятная доска со следующим текстом:

Установлено в честь 60-летия Украинской повстанческой армии. Тут 21 — 22 апреля 1942 года сотнями… под командованием полковника «Дубового» была ликвидирована одна из наиболее укрепленных военных баз польско-немецких оккупантов на Волыни… В результате боя были уничтожены немецкий и польский гарнизоны, освобождены из концлагеря военнопленные и положен конец террористическим акциям против окрестных сел, которые осуществляли польско-немецкие захватчики…